# نگار سایه
نگار سایه،فعال رسانه ای و روابط عمومی،شاعر، خبرنگار آزاد و مسئول ستاد جوانان منطقه 
۱۹ میرحسین موسوی در جریان انتخابات و از اعضای حزب مشارکت است.

## فعالیت شغلی
نگار سایه فعالیت خبری خود را از سال ۱۳۸۲ از باشگاه خبرنگاران جوان در صدا و سیما آغاز کرد  و در سال ۱۳۹۲به پایگاه خبری ایران خبر پیوست، چند سال بعد وارد حوزه روابط عمومی در شرکت های زیر مجموعه وزارت تعاون کار و رفاه اجتماعی شد.

## بازداشت
نگار سایه در سال ۱۳۸۸  به علت فعالیت در ستاد میرحسین موسوی پس از چند جلسه احضار بازداشت شد ،وی در زندان  و در سلول انفرادی نگهداری می‌شد. دادستان، جرم وی را وبلاگ شخصی عنوان کرد  و در این وبلاگ بیانیه‌ها و مطالب  انتقادی  بر علیه دولت وقت می‌نوشته است

## آزادی از زندان
نگار سایه بعد از ۲ ماه بازداشت از زندان اوین آزاد شد. و در نهایت بازپرس پرونده رای به برائت او داد.